# Indianastra sarasini
Indianastra sarasini är en sjöstjärneart som först beskrevs av deLoriol 1897.  Indianastra sarasini ingår i släktet Indianastra och familjen Asterinidae. Inga underarter finns listade i Catalogue of Life.